# Pastvický rybník
Pastvický rybník je rybník v Středočeském kraji. Nachází se v okrese Kutná Hora asi 1,5 kilometru jižně od obce Zdeslavice (Chlístovice) (na katastrálním území této obce) a 11 kilometrů jihozápadně od Kutné Hory víceméně na severním okraji poměrně rozsáhlého lesního komplexu (pouze východně od Zdeslavic zasahuje les ještě severněji, až k osadě Bahýnko). Tento lesní komplex se rozkládá v prostoru mezi železniční stanicí Bahno a obcemi Předbořice, Černíny, Hetlín, Kateřinky, Rápošov, Vernýřov, Všesoky a Zdeslavice (Chlístovice). Na současných mapách je označován jako Švábinovský les, ve starších průvodcích se však uvádí Michlovecký les, viz např.
Rozloha rybníka je 3,3 hektarů, celkový objem činí 43 tis. m³, retenční objem je 19 tis. m³.
Leží v nadmořské výšce přibližně 441 metrů. Rybník je napájen Pastvickým potokem, který se za Zdeslavicemi vlévá zprava do Zdeslavického potoka a ten asi po 1 kilometru zleva do Vrchlice.
V komplexu Švábinovského lesa se rozkládá ještě celá řada větších či menších rybníků. Východně až jihovýchodně to jsou Židovský rybník (blízko samoty Kocourov), Hejniční rybník (mezi Kocourovem a Švábínovem) a dva rybníky přímo u osady Švábínov (Olšinský, druhý na mapách bez jména, heslo Švábínov na Wikipedii uvádí Švábinský, též Švábinovský). U obce Hetlín to jsou Náveský rybník, malinký Dalmacínek a Jívový rybník.
Západně od obce Černíny, asi 1,5 kilometru jihovýchodně od Pastvického rybníka leží rekreačně velmi významný rybník Vidlák (na Vrchlici, 6,5 ha). Již mimo lesní komplex, ale těsně při jeho východním okraji (mezi obcemi Černiny a Předbořice) se rozkládá ještě dosti velký Svěcený rybník (také na Vrchlici, 8,1 ha).
Pastvický rybník je typický lesní rybník a je poměrně významný i z hlediska ochrany přírody a biodiverzity: s rozsáhlým litorálním pásmem (zejména na jižním okraji), s porosty orobince širokolistého (Typha latifolia), přesličky (Equisetum sp.), ostřic (Carex sp.) a skřípince jezerního (Schoenoplectus lacustris). U přítoku podmáčený porost olše lepkavé (Alnus glutinosa) s kosatcem žlutým (Iris pseudacorus). (Tento pramen současně uvádí jinou, větší rozlohu rybníka než Povodí Labe a to 5,4 ha.) V roce 2009 zde byl dokonce zjištěn výskyt rosničky zelené (Hyla arborea), což je dnes silně ohrožený druh.
Pastvický rybník je využíván hlavně pro rekreační účely (byť ne tak intenzivně a v takovém rozsahu jako např. blízký rybník Vidlák) a polointenzivnímu chovu ryb. Již v 60. letech 20. století tabáková továrna v Kutné Hoře (nyní Philip Morris ČR a.s.) vybudovala na severozápadním břehu rybníka malý rekreační komplex. Ten se skládá z 8 jednoduchých dřevěných chatiček, každá pro 4–5 osob (s patrovými postelemi). V 70. letech (a počátkem 80. let?) zde byl postaven také velmi omezený počet soukromých chat.
Přístup k rybníku: jediná cesta umožňující příjezd osobním automobilem je silnička odbočující ze Zdeslavic (poslední úsek maximální rychlost 10 km/h). S využitím veřejné dopravy je poměrně často používaná trasa vlakem do železniční stanice Bahno (na trati 235 Kutná Hora – Zruč nad Sázavou, odtud pěšky po modré turistické značce přes osadu Bahýnko a Bahno–rozc. k žst. Pozor modrá značka nyní Pastvický rybník míjí ve vzdálenosti asi 100 metrů, je nutné odbočit ještě před křižovatkou modré a zelené značky (před Pastvický rybník – rozc.). Celkem pěšky asi 2,3 kilometru. Další často používána cesta je od rozcestníku Vidlák – rybník (kam lze dojet autem, případně dojít pěšky ze železniční zastávky Černíny). Tato trasa je velmi dobře sjízdná i na kole (až na poslední krátky úsek). Nejprve asi 300 metrů vede souběžně červená a zelená turistická značka, po 300 metrech lze jít vlevo po zelené až k Pastvický rybník – rozc. Vhodnější však je pokračovat po cyklotrase č. 9600, která z červené odbočuje doleva až po dalších asi 300 metrech. Poslední krátký úsek je v obou variantách opět mimo značenou cestu. Celkem pěšky z Vidláku přibližně 2 kilometry (3 km z Černíny).

## Fotogalerie

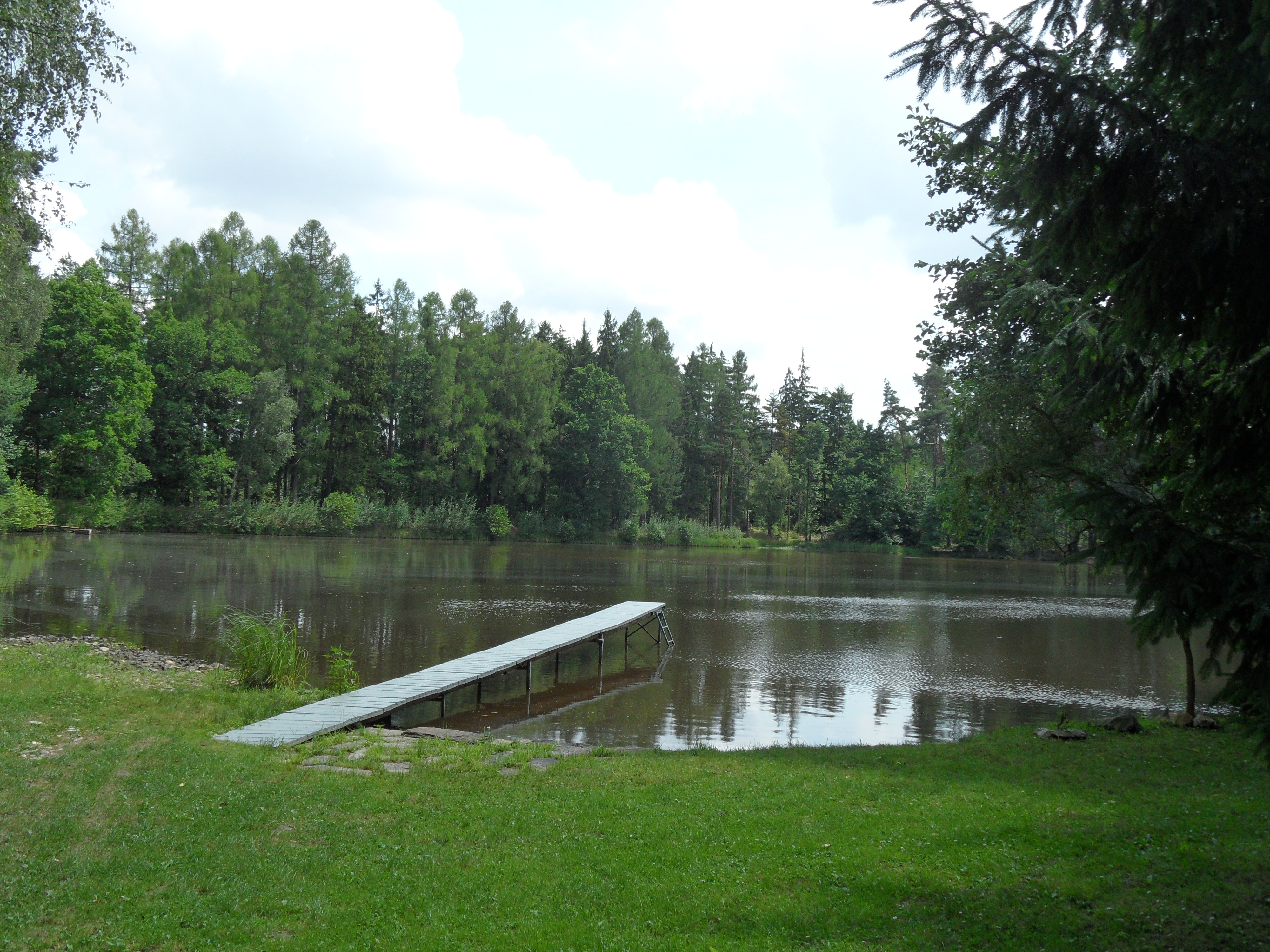
SZ okraj s můstkem
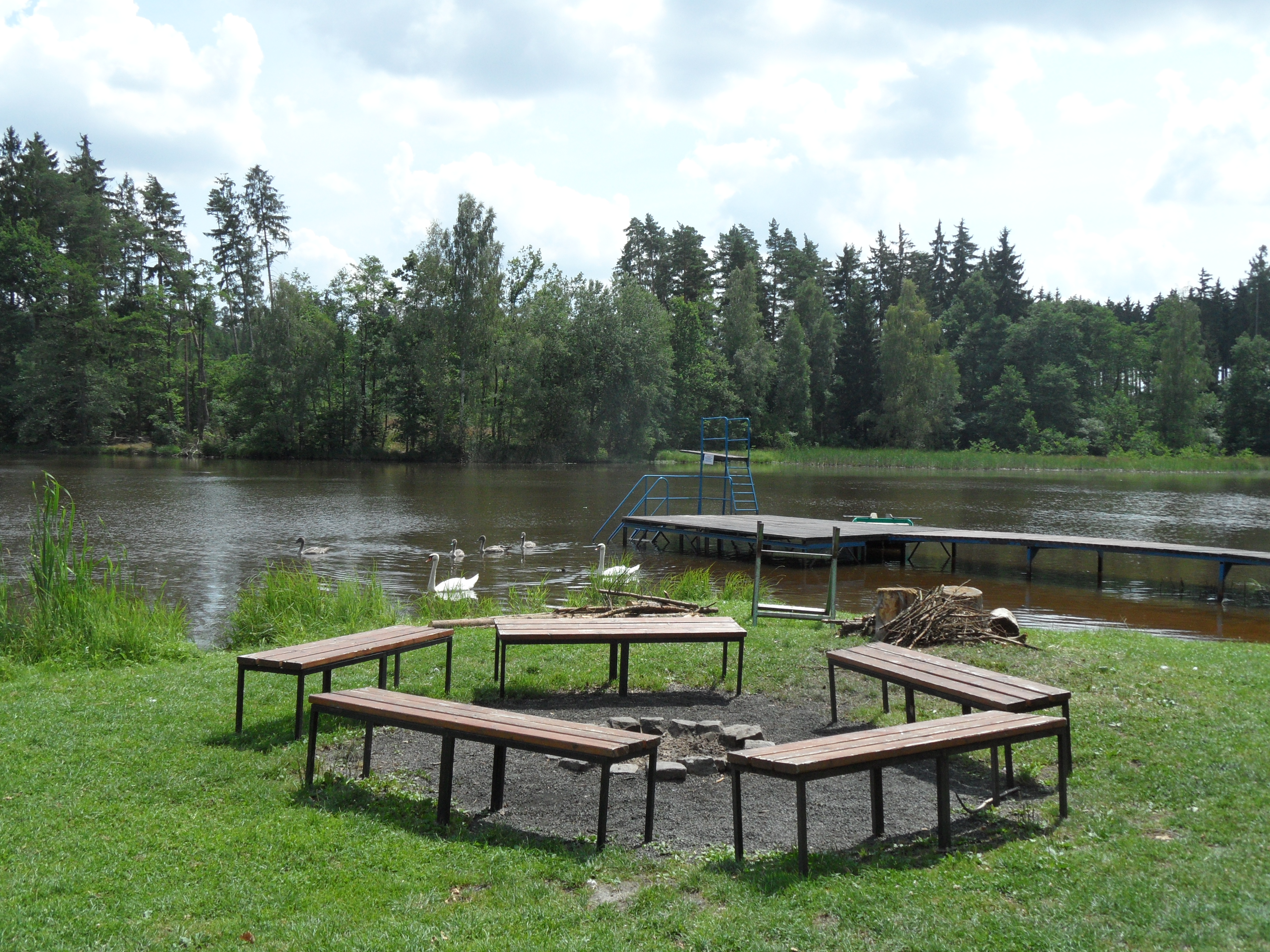
Ohniště, molo, v pozadí JV břeh
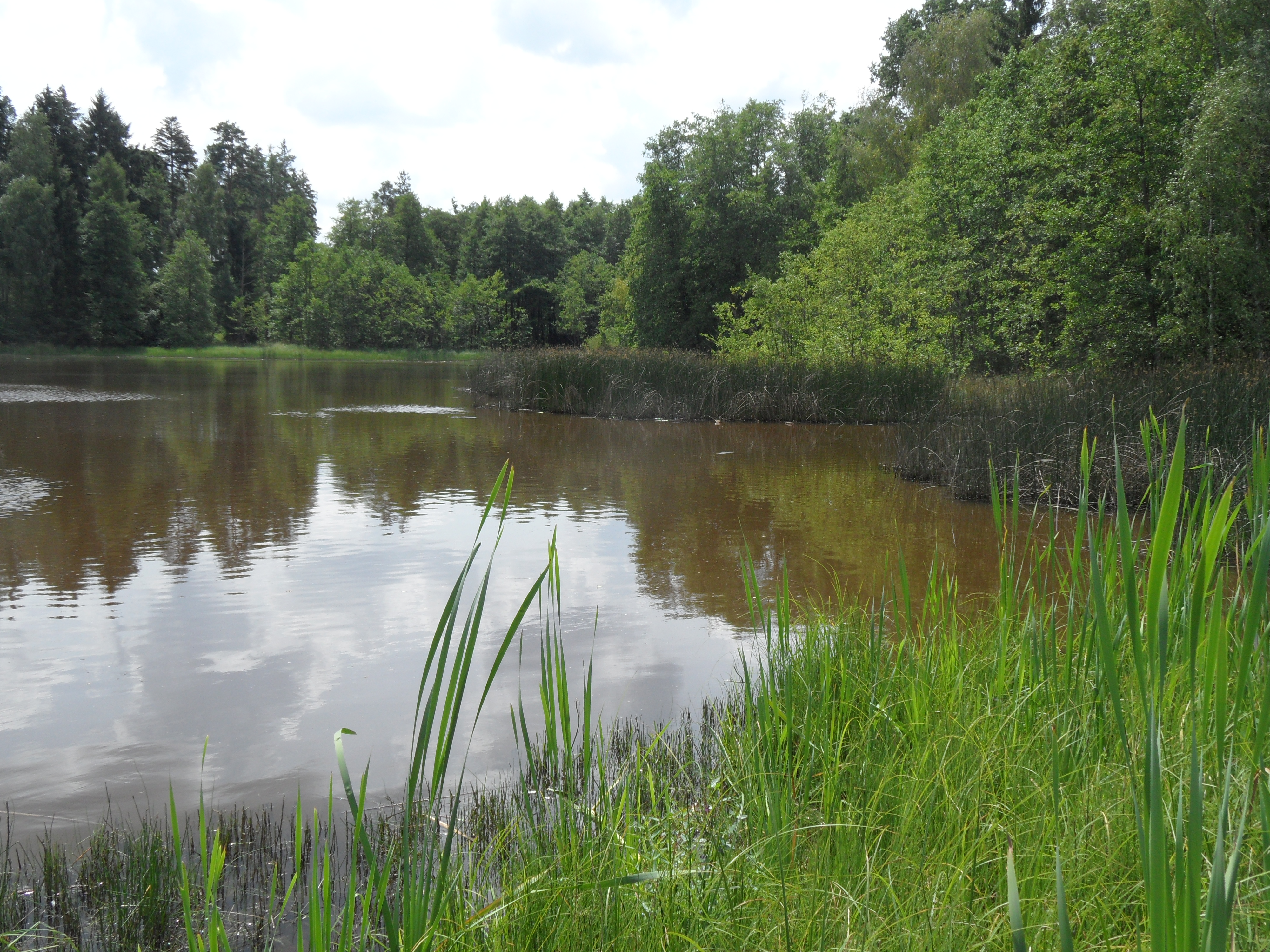
Pohled na jih, poměrně rozsáhlý litorál
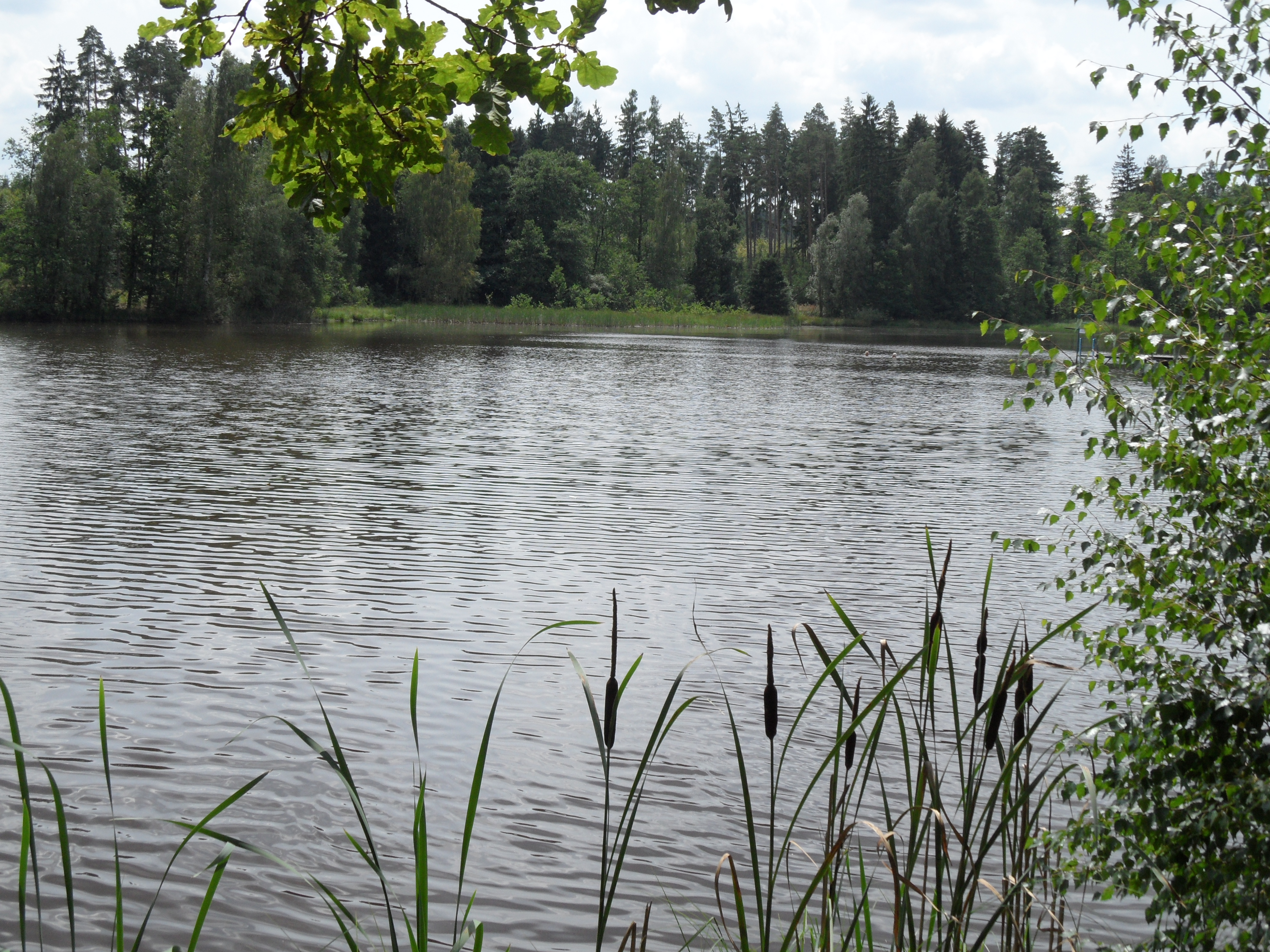
Pohled z hraze
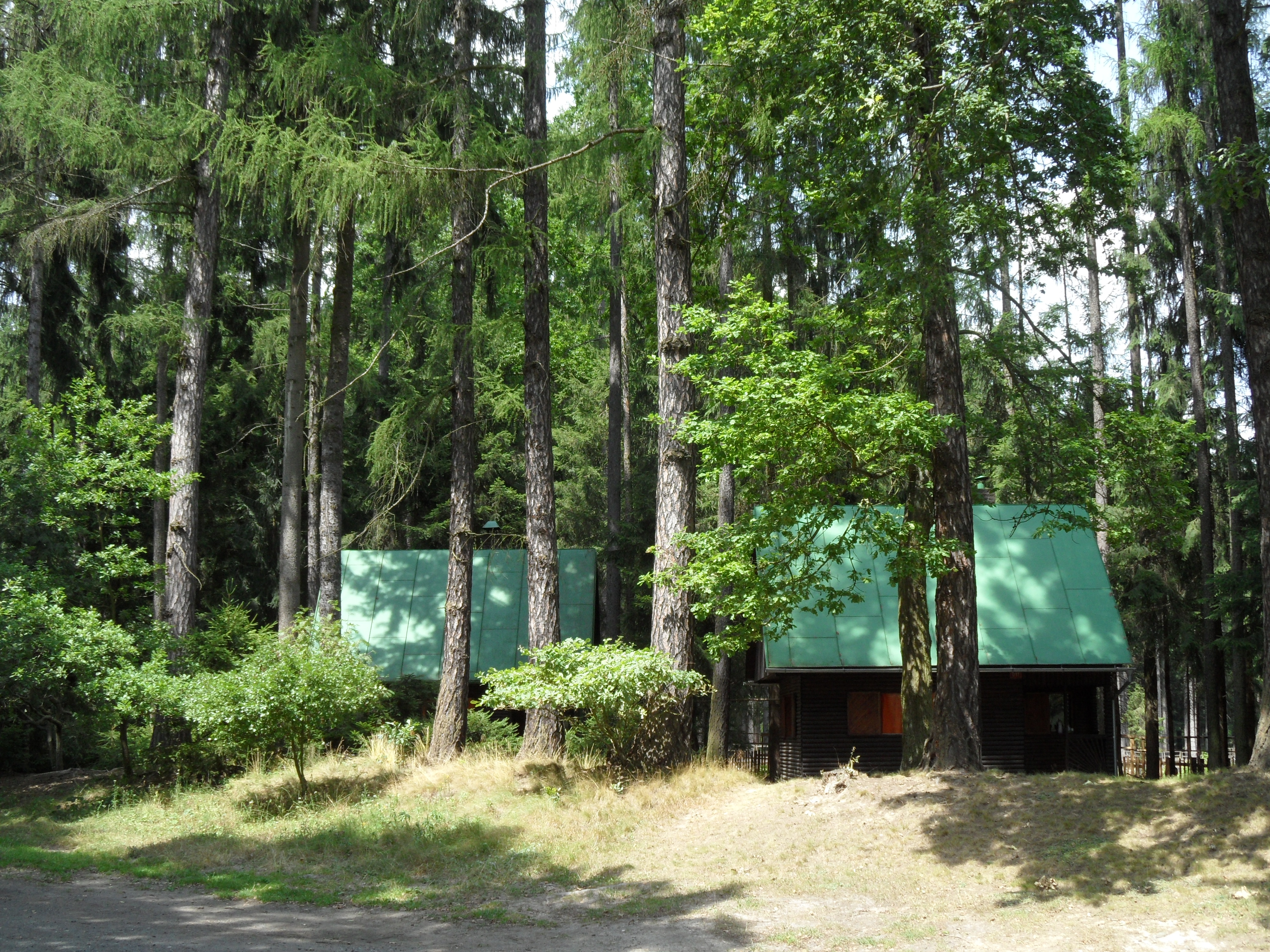
Soukromé chaty (u příjezdové cesty)